# Перелік найкасовіших індійських фільмів
Рейтинг касових індійських фільмів, що включає фільми різними мовами Індії, базується на світових касових зборах. Як повідомляють джерела, в Індії відсутня офіційна система відстеження вітчизняних касових зборів, і індійські сайти, які публікують дані, часто змушені завищувати свої оцінки прокатних зборів.
Індійські фільми демонструвалися на ринках по всьому світу з початку 20 століття. Станом на 2003 рік у понад 90 країнах є ринки, де демонструються фільми з Індії. Протягом першого десятиліття 21 століття спостерігалося постійне зростання цін на квитки, триразове збільшення кількості кінотеатрів і копій фільмів у прокаті, що призвело до значного зростання касових зборів.

## Студії
- Assamese cinema
- Bengali cinema
- Bhojpuri cinema
- Bollywood
- Gujarati cinema
- Kannada cinema
- Malayalam cinema
- Marathi cinema
- Odia cinema
- Punjabi cinema
- Tamil cinema
- Telugu cinema[5]

Найбільш касові індійські фільми — це фільми Боллівуду (гінді). Станом на 2014 рік Боллівуд представляв 43% чистого касового прибутку в Індії, тоді як кінематограф Телугу та Тамілі становив 36%, інші регіональні галузі — 21%.

## Світові валові показники
У наведеному нижче списку показано 25 найбільш касових фільмів Індії, які включають фільми всіма індійськими мовами. Цифри не скориговані з урахуванням інфляції.
Наступний перелік фільмів відсортований у індійських рупіях. Перерахунок валюти в долари США також наведено як орієнтири, але може бути непостійним, оскільки обмінний курс долар до рупії змінювався з часом від 48 рупій за долар у 2009 році до понад 65 рупій за долар у 2017.
| * | Позначає фільми, які все ще йдуть в кінотеатрах |

| Ранг | Пік | Фільм                 | Рік      | директор              | Студія(ї)                                                       | Основна мова        | Світовий вал                      | Джерело              |
| ---- | --- | --------------------- | -------- | --------------------- | --------------------------------------------------------------- | ------------------- | --------------------------------- | -------------------- |
| 1    | 1   | Дангал                | 2016 рік | Нітеш Тіварі          | Aamir Khan Виробництво Кінофільми UTV Walt Disney Studios India | Гінді               | ₹2,024 крор (US$287 мільйонів)    | [ 10 ]               |
| 2    | 1   | Багубалі: Завершення  | 2017 рік | Ш.Ш. Раджамулі        | Arka Media Works                                                | Телугу Тамілі       | ₹1,810 крор (US$257 мільйонів)    | [ 10 ]               |
| 3    | 3   | Баджрангі Бхайджан    | 2015 рік | Кабір Хан             | Фільми Салмана Хана Фільми Кабір Хана Ерос Інтернешнл           | Гінді               | ₹969.06 крор (US$150 мільйонів)   | [ n 1 ]              |
| 4    | 3   | Секретна суперзірка   | 2017 рік | Адвайт Чандан         | Aamir Khan Виробництво                                          | Гінді               | ₹966.86 крор (US$154 мільйонів)   | [ n 2 ]              |
| 5    | 1   | PK                    | 2014 рік | Раджкумар Хирані      | Фільми Вінод Чопра Фільми Раджкумара Хірані                     | Гінді               | ₹832 крор (US$120 мільйонів)      | [ 21 ] [ 11 ]        |
| 6    | 5   | 2.0                   | 2018 рік | С.Шанкар              | Lyca Productions                                                | Тамілі              | ₹800 крор (US$114 мільйонів)      | [ 22 ]               |
| 7    | 2   | Багубалі: Початок     | 2015 рік | Ш. Ш. Раджамулі       | Arka Media Works                                                | Телугу Тамілі       | ₹650 крор (US$101 мільйонів)      | [ 23 ] [ 24 ] [ 25 ] |
| 8    | 4   | Султан                | 2016 рік | Алі Аббас Зафар       | Фільми Яша Раджа                                                | Гінді               | ₹623.33 крор (US$89 мільйонів)    | [ 26 ]               |
| 9    | 8   | Санджу                | 2018 рік | Раджкумар Хирані      | Фільми Раджкумара Хирані Фільми Вінод Чопра                     | Гінді               | ₹586.85 крор (US$83.34 мільйонів) | [ 27 ]               |
| 10   | 7   | Падмаваті             | 2018 рік | Санджай Ліла Бхансалі | Bhansali Productions Кінофільми Viacom 18                       | Гінді               | ₹585 крор (US$83 мільйонів)       | [ 28 ] [ 11 ]        |
| 11   | 8   | Тигр Зінда Хай        | 2017 рік | Алі Аббас Зафар       | Фільми Яша Раджа                                                | Гінді               | ₹565.1 крор (US$87.32 мільйонів)  | [ 10 ] [ 29 ]        |
| 12   | 1   | Dhoom 3               | 2013 рік | Віджай Крішна Ачарья  | Фільми Яша Раджа                                                | Гінді               | ₹556 крор (US$101 мільйонів)      | [ n 3 ]              |
| 13   | 9   | Війна                 | 2019 рік | Сіддхарт Ананд        | Фільми Яша Раджа                                                | Гінді               | ₹475.5 крор (US$63 мільйонів)     | [ 36 ]               |
| 14   | 1   | 3 Ідіоти              | 2009 рік | Раджкумар Хирані      | Фільми Вінод Чопра                                              | Гінді               | ₹460 крор (US$88 мільйонів)       | [ 30 ] [ 11 ]        |
| 15   | 14  | Андхадхун             | 2018 рік | Шрірам Рагхаван       | Кінофільми Viacom 18 Картинки сірникових коробок                | Гінді               | ₹456.89 крор (US$61 мільйонів)    | [ 37 ]               |
| 16   | 16  | Saaho                 | 2019 рік | Суджет                | УФ творіння Т-серія                                             | Гінді Тамілі Телугу | ₹433.06 крор (US$57 мільйонів)    | [ 38 ]               |
| 17   | 6   | Прем Ратан Дхан Пайо  | 2015 рік | Сурадж Р. Барятія     | Студія Fox Star Rajshri Productions                             | Гінді               | ₹432 крор (US$67 мільйонів)       | [ 39 ] [ 11 ]        |
| 18   | 2   | Ченнайський експрес   | 2013 рік | Рохіт Шетті           | Red Chillies Entertainment                                      | Гінді               | ₹423 крор (US$72.19 мільйонів)    | [ 40 ]               |
| 19   | 4   | Удар                  | 2014 рік | Саджид Надіадвала     | Онук Надіадвала                                                 | Гінді               | ₹402 крор (US$66 мільйонів)       |                      |
| 20   | 17  | Сімба                 | 2018 рік | Рохіт Шетті           | Reliance Entertainment Dharma Productions                       | Гінді               | ₹400 крор (US$57 мільйонів)       | [ 41 ]               |
| 21   | 5   | Щасливого Нового року | 2014 рік | Фара Хан              | Red Chillies Entertainment                                      | Гінді               | ₹397.21 крор (US$65.08 мільйонів) | [ 42 ] [ 43 ]        |
| 22   | 8   | Кріш 3                | 2013 рік | Ракеш Рошан           | Filmkraft Productions Pvt.ТОВ                                   | Гінді               | ₹393.37 крор (US$57 мільйонів)    | [ 44 ]               |
| 23   | 21  | Кабір Сінгх           | 2019 рік | Сандіп Ванга          | Студія Cine1 Т-серія                                            | Гінді               | ₹379 крор (US$54 мільйонів)       | [ 45 ]               |
| 24   | 10  | Ділвале               | 2015 рік | Рохіт Шетті           | Red Chillies Entertainment Rohit Shetty Productions             | Гінді               | ₹376.85 крор (US$54 мільйонів)    | [ 46 ]               |
| 25   | 25  | Танхаджі              | 2020 рік | Ом Раут               | Фільми Аджая Девґна Т-серія                                     | Гінді               | ₹367.65 крор (US$52 мільйонів)    | [ 47 ]               |

## Нотатки
1. ↑  Bajrangi Bhaijaan worldwide gross  –  ₹969.06 крор (US$150 мільйонів)[11]
  - India  –  ₹444.92 крор[12]
  - Overseas  – US$76 675 066 (₹524.14 крор)
    - First phase (2015 – 2016)  – US$30,9 мільйонів[13] (211.05 крор)[14]
    - Final phase (2018 – 2019)  – US$45 775 066 – 47 840 702 (₹313.09 крор+)[15]
      - China  – US$45,534,364 – 47,600,000[16][17]
      - Japan  –  $196,062[18]
      - Turkey  –  $44,640[16]
2. ↑  Secret Superstar  – [11]
  - India and Greater China  – [19]
  - Other territories  – [20]
3. ↑  Dhoom 3 worldwide gross: [30] (US$101 мільйонів)[11]
  - Domestic gross: 372 крор[31] (US$63.48 мільйонів (2013))
  - Overseas gross: US$29.68 мільйонів (183.89 крор)
    - China   – US$1,35 мільйонів[32] (8.24 крор)[33]
    - Other territories  –  US$28.33 мільйонів[34] (175.65 крор)[35]